# Satyawati
Satyawati – gaun wikas samiti w zachodniej części Nepalu w strefie Lumbini w dystrykcie Palpa. Według nepalskiego spisu powszechnego z 2001 roku liczył on 533 gospodarstw domowych i 3183 mieszkańców (1655 kobiet i 1528 mężczyzn).